# E844
La ruta europea E844 és una carretera que forma part de la Xarxa de carreteres europees. Comença a Spezzano Albanese (Itàlia) i finalitza a Sibari (Itàlia). Té una longitud de 24 km. Té una orientació d'oest a est.